# Jake Speed
Pour plus de détails, voir Fiche technique et Distribution.
Jake Speed est un film américain, sorti en 1986.

## Fiche technique
- Titre : Jake Speed
- Réalisation : Andrew Lane
- Scénario : Andrew Lane et Wayne Crawford
- Musique : Mark Snow
- Pays d'origine : États-Unis
- Genre : action, aventure
- Date de sortie : 1986

## Distribution
- Wayne Crawford : Jake Speed
- Dennis Christopher : Desmond Floyd
- Karen Kopins : Margaret Winston
- John Hurt : Sid
- Leon Ames : Pop Winston
- Roy London : Maurice
- Donna Pescow : Wendy
- Barry Primus : Lawrence
- Monte Markham : Mr. Winston
- Millie Perkins : Mrs. Winston
- Ken Lerner : Ken
- Bernard Crombey
- Jean-Pierre Lorit
- Vincent Nemeth